# Alain Bourbonnais
Alain Bourbonnais (Ainay-le-Château, 22 juni 1925 - Sens (Yonne), 20 juni 1988) was een Franse architect, kunstenaar en verzamelaar. Hij is vooral bekend vanwege zijn verzameling Art brut of outsiderkunst en de oprichting van het museum La Fabuloserie waar zijn verzameling toegankelijk is voor het publiek.

## Biografie
Architect
Bourbonnais volgde een opleiding architectuur aan de École nationale supérieure des beaux-arts in Parijs en studeerde in 1954 af. Hij deed mee aan diverse nationale en internationale ontwerpwedstrijden. In 1956 werden delen van zijn ontwerp gekozen voor de wederopbouw van het Théâtre de Caen, zowel de zaal als de binnenruimtes komen van zijn had. In 1959 werd zijn ontwerp gekozen voor het nieuw te bouwen Grand Théâtre de Luxembourg, gebouwd tussen 1960 en 1964 ter ere van het 1000-jarig bestaan van de stad Luxemburg.
Verzamelaar
Vanaf de jaren zestig begon Bourbonnais met het verzamelen van tekeningen en schilderijen van kunstenaars als Louis Pons en Yolande Fièvre. In 1971 zag hij een bericht in Le Monde over de Art brut collectie van Jean Dubuffet die zou worden verplaats naar Lausanne. Bourbonnais ontdekte dat zijn eigen collectie nauw verwant was met die van Dubuffet en besloot hem aan te schrijven. Met steun van Dubuffet opende hij een galerie in Parijs genaamd 'Atelier Jacob'. Bij de openingstentoonstelling, in 1972, waren er werken zichtbaar van Aloïse Corbaz die door Dubuffet waren uitgeleend. Vervolgens ging Bourbonnais zelf op zoek naar en het ontdekken van nieuwe kunstenaars. Met Dubuffet onderhield hij een regelmatige correspondentie.
Bourbonnais ontmoet onder andere Claude Massé en ontdekt hij de ontwerper Janko Domsic uit Joegoslavië. In 'Atelier Jacob'
vonden tentoonstellingen plaats van bijvoorbeeld Giovanni Battista Podestà en Gala Barbisan.
Om zich te onderscheiden van de Art brut van Dubuffet noemde Bourbonnais zijn kunst 'hors-les-normes' (Art outside the normal).
In 1983 verhuisd Bourbonnais zijn collectie vanuit Parijs naar Dicy en opent hij, samen met zijn vrouw Caroline, La Fabuloserie. Na zijn overlijden wordt het beheer van het museum overgenomen door Caroline en sinds 2014 is het beheer in handen van hun beide dochters Sophie en Agnès.
Kunstenaar
Zelf creëerde Bourbonnais ook zijn eigen kunst. Naast beeldhouwer en schilder was hij ook een assemblagekunstenaar, waarin hij een meester was van de spontane kunst en de recyclagekunst.  Werken van hem worden ook tentoongesteld in La Fabuloserie. 